# Eleccions al Dáil Éireann de 2024
Les eleccions generals irlandeses de 2024 se celebraren el 29 de novembre de 2024 per renovar els 174 membres del Dáil Éireann, la cambra baixa del parlament de l'Oireachtas, el parlament de la República d'Irlanda.

## Antecedents
Els republicans van ser la força més votada a la República d'Irlanda en les eleccions al Dáil Éireann de 2020, encara que no van poder governar, i a les eleccions generals d'Irlanda del Nord de 2022 amb el 29% dels vots en primera opció i 27 diputats es convertiren en el partit més votat per primer cop en 101 anys.
Micheál Martin del Fianna Fáil va ser nomenat Taoiseach amb un govern de coalició entre el Fine Gael, Fianna Fáil i el Partit Verd amb Varadkar com a Tánaiste com a resultat de les eleccions al Dáil Éireann de 2020, intercanviant-se els papers el 2022.
Després de la dimissió de Leo Varadkar de Fine Gael com a primer ministre el 20 de març de 2024 poc després que el seu govern va perdre perdés dos referèndums per canviar el que va anomenava llenguatge "sexista" a la constitució, va dimitir com a líder de Fine Gael amb efecte immediat, afirmant que dimitiria com a Taoiseach quan el seu successor fos elegit. El conservador Simon Harris fou nomenat el 9 d'abril de 2024 nou taoiseach (primer ministre d'Irlanda) amb 88 vots a favor i 69 en contra, formant un govern de coalició entre el Fine Gael, Fianna Fáil i el Partit Verd.

## Resultats
Les eleccions van fer que Fianna Fáil es mantingués com el partit més votat, augmentant el seu nombre d'escons a 48. El seu soci de govern Fine Gael va obtenir 38 escons, i entre els dos partits van obtenir 86 escons, a dos de la majoria absoluta. El Partit Verd, el tercer partit del govern, va perdre tots els seus escons menys un, el Sinn Féin es va mantenir com el segon partit més votat amb 39 escons, mentre que els socialdemòcrates i els laboristes van guanyar 11 escons cadascun, un augment de cinc cadascun.
| 60,12% | ' |

| 60,12% | ' |

## Conseqüències
Micheál Martin va repetir l'acord de taoiseach rotatiu amb Leo Varadkar del Fine Gael, que havia assolit amb Fianna Fáil després de les eleccions al Dáil Éireann de 2020. Martin romandrà en el seu nou paper durant tres anys, i Simon Harris del Fine Gael es farà càrrec el novembre de 2027.